# سرمازیستی

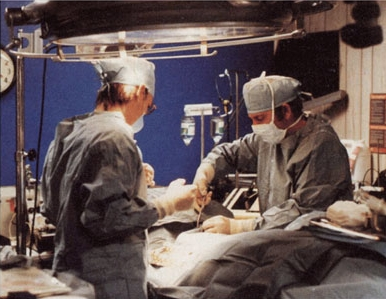
آماده‌سازی بیمار برای انجماد

سرمازیستی (به انگلیسی: Cryonics) دانشی نوبنیاد است که در آن، با پایین‌آوردن دمای بدن انسان یا جانوران، سعی در سالم نگه داشتن بدن برای آینده می‌کنند.در این روش، تمام خون بدن را تخلیه و آن را منجمد می‌کنند. در این روش، برگشت به زندگی برای بیمار ممکن نیست و این کار تنها برای آینده و فناوری آینده انجام می‌شود.

## برخی نکته‌ها

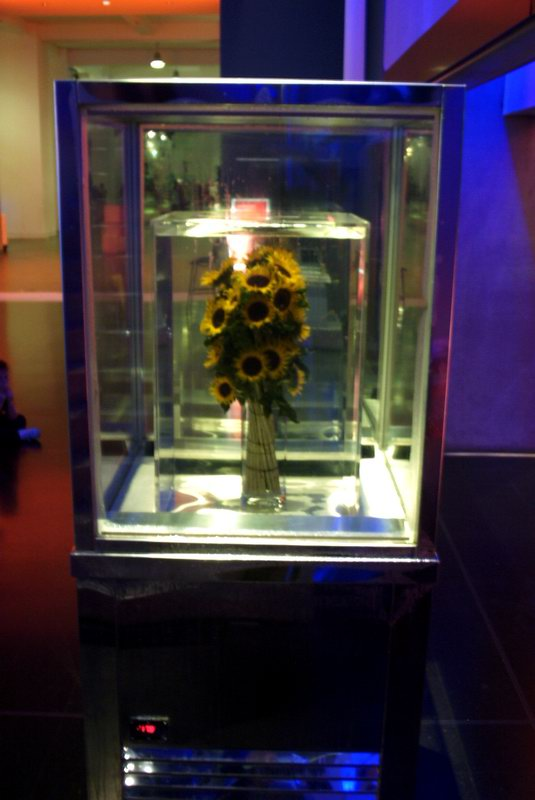
گل‌های آفتابگردان نگهداری شده به روش سرمازیستی

- «انجماد عمیق» جسد در دمای پائین به منظور حفظ آن برای زمان طولانی، برای نخستین بار در سال ۱۹۶۲ انجام شد.[۳][۴][۵]
- تاکنون این فناوری در آمریکا و روسیه بر روی حدود ۲۵۰ تا ۳۰۰ نفر انجام شده‌است.
- این کار نیاز به برنامه‌ریزی دقیق دارد زیرا هر اتفاق پیش‌بینی نشده‌ای ممکن است باعث عدم موفقیت شود.
- بسیاری از افرادی که می‌خواهند بدنشان بعد از مرگ منجمد شود برای اطمینان خاطر دی‌ان‌ای خود را نیز نگه می‌دارند تا در صورت مرگ ناگهانی یا عدم امکان انجماد، شانسی برای زندگی دوباره وجود داشته باشد.

## روش کار

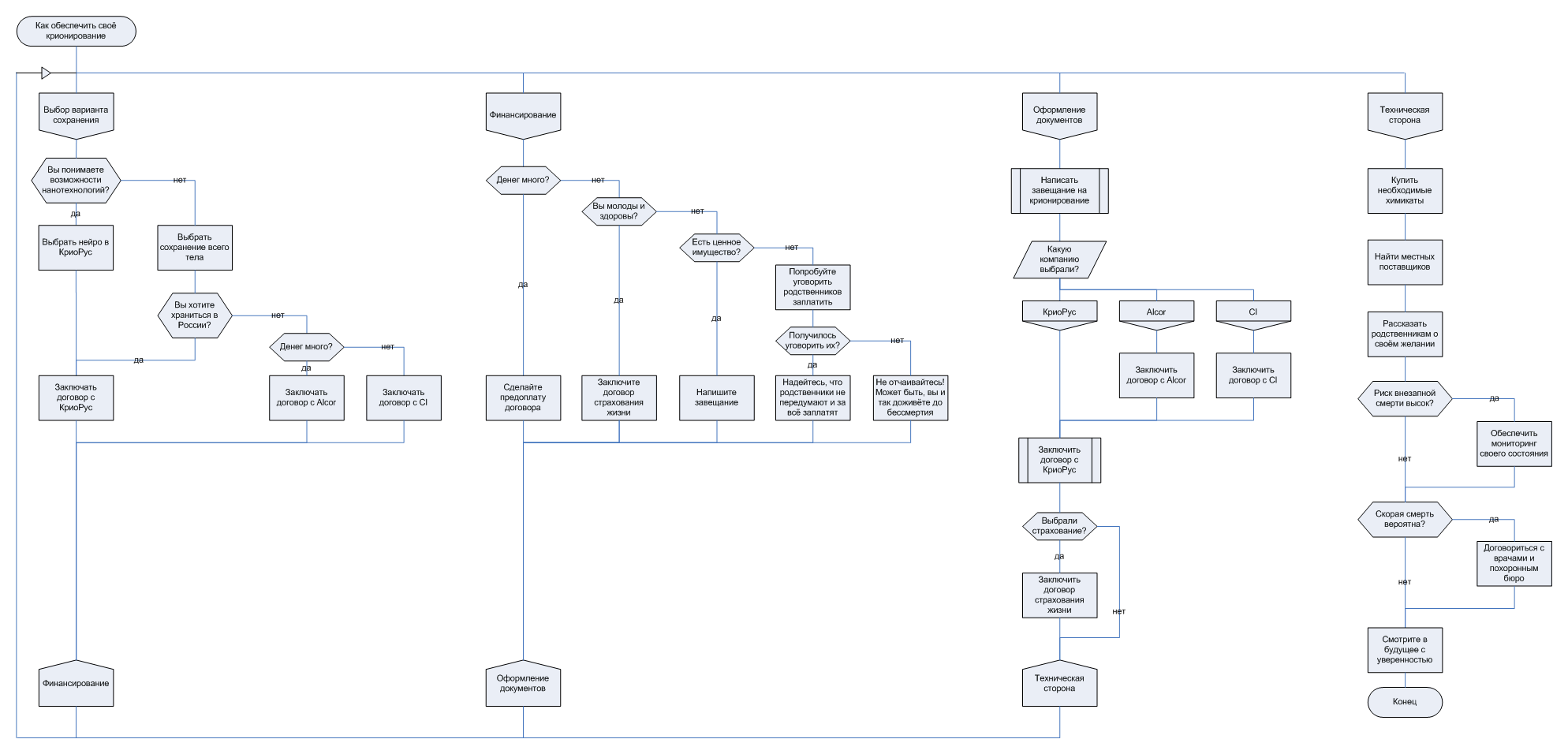
الگوریتم انجام فرایند سرمازیستی

1. پس از مرگ، جسد بلافاصله در یخ قرار می‌گیرد تا از آغاز روند فساد جلوگیری شود.
2. بعد از آن جسد به دستگاه قلب و ریه مصنوعی، مشابه دستگاه مورد استفاده در جراحی قلب باز، متصل می‌شود تا خون در بدن در گردش بماند.
3. در گام بعدی، حدود ۱۵ نوع ماده شیمیایی وارد رگ‌ها می‌شوند تا روند فساد متوقف، سلول‌ها حفظ و جسد، آماده عمل جراحی شود.
4. در جراحی، قفسه سینه باز و جراح با کمک دستگاهی که به رگ‌های بزرگ بدن وصل می‌کند خون و مایعات دیگر را تخلیه و به جای آن ضدیخ وارد رگ‌ها می‌کند. این کار، بسیار حساس است؛ زیرا اگر سلول‌ها یخ بزنند یا در روند انجماد آب خود را از دست بدهند آسیب خواهند دید؛ بنابراین باید با دقت زیاد، تعادل را حفظ کرد.
5. وقتی رگ‌ها از ضدیخ پر شدند، جسد به تدریج به مدت دو هفته سرد می‌شود تا دمای آن به ۱۹۶- درجه سلسیوس برسد. سپس در درون کپسول مخصوص، به صورت سر و ته در محفظه‌ای حاوی نیتروژن مایع و به احتمال زیاد در کنار سه جسد دیگر قرار داده می‌شود. جسد همان‌جا می‌ماند تا زمانی که بشر به فناوری‌ای که آرزویش را دارد، دست یابد.

## آزمایش بر روی جانوران و نتیجه آن
اوایل سال ۲۰۱۶ دانشمندان در مؤسسه فناوری ماساچوست (ام‌آی‌تی) آمریکا توانسته‌اند مغز خرگوش را منجمد کرده و بعد دوباره آن را به دمای معمولی برگردانند. این دانشمندان اعلام کردند که کارکرد مغز خرگوش را پس از گرم شدن تقریباً کامل بوده و به نظر می‌آید حافظه بلندمدت جانور نیز حفظ شده‌است.
با این نتیجه، در آینده این امکان وجود خواهد داشت که تمام اطلاعات موجود در مغز یک شخص را بتوان اسکن و دانلود کرد و در مغز یک انسان نو (تولید شده در آزمایشگاه) یا حتی یک نفر دیگر گذاشت. برای این کار فقط باید سر را منجمد کرد و نه تمام بدن.

## کاربرد
انجماد و نگهداری نسبتاً کوتاه‌مدت یاخته‌های زنده در حال حاضر کاربرد گسترده‌ای در شاخه‌های مختلف پزشکی دارد. از نمونه‌های کنونی این روش می‌توان به انجماد اسپرم اشاره کرد.
از این شیوه در آینده می‌توان در پیوند اندام استفاده کرد که تحولی بزرگ در پزشکی خواهد بود. اما در حال حاضر، هدف این است که درمان کسی که هم‌اکنون غیرممکن است در آینده امکان‌پذیر باشد.

## نظر منتقدان
برخی افراد، مرگ را بخشی از زندگی می‌دانند و معتقدند جلوگیری از مرگ هیچ‌گاه محقق نخواهد شد. چرا که با ذات حیات و ماهیت موجود زنده در تضاد است.

## مسائل حقوقی
بریتانیا: در این کشور، قانون مشخصی در این زمینه وجود ندارد و «سازمان بافت‌های انسانی» که مسئول نظارت بر نحوه برداشتن، نگهداری و استفاده از اندام‌ها برای مصارف پزشکی و درمانی است اعلام کرده که موضوع انجماد جسد در حوزه اختیارات آن سازمان نیست.
آمریکا: در آمریکا برای انجماد و حفظ اجساد درگذشتگان در آن کشور یا انتقال اجساد از کشورهای دیگر برای این منظور، منع قانونی وجود ندارد.

## هزینه
یک شرکت در آمریکا مبلغ ۲۵۰۰۰ دلار آمریکا برای انتقال و انجماد دریافت می‌کند. اما گزینه‌های ارزان‌تری مانند انجماد تنها سر انسان را نیز ارائه می‌دهد.